# 3251 Eratosthenes
A 3251 Eratosthenes (ideiglenes jelöléssel 6536 P-L) a Naprendszer kisbolygóövében található aszteroida. Cornelis Johannes van Houten,  Ingrid van Houten-Groeneveld,  Tom Gehrels fedezte fel 1960. szeptember 24-én.